# Segunda Categoría de Tungurahua 2018
El Campeonato Provincial de Segunda Categoría de Tungurahua 2018 fue un torneo de fútbol en Ecuador en el cual compitieron equipos de la Provincia de Tungurahua. El torneo fue organizado por la Asociación de Fútbol Profesional de Tungurahua (AFT) y avalado por la Federación Ecuatoriana de Fútbol. El torneo empezó el 12 de mayo de 2018 y finalizó el 15 de julio de 2018. Participaron 6 clubes de fútbol y entregó 2 cupos al Zonal de Ascenso de la Segunda Categoría 2018 por el ascenso a la Serie B.

## Sistema de campeonato
El sistema determinado por la Asociación de Fútbol Profesional de Tungurahua fue el siguiente:
- Se jugó una etapa única con los 6 equipos establecidos, todos contra todos ida y vuelta (10 fechas), en cada fecha un equipo tuvo descanso, al final los equipos que terminaron en primer y segundo lugar clasificaron a los zonales  de Segunda Categoría 2018 como campeón y vicecampeón provincial.

## Equipos participantes
| Equipos participantes            | Equipos participantes | Equipos participantes           |
| -------------------------------- | --------------------- | ------------------------------- |
|                                  |                       |                                 |
| Equipo                           | Ciudad                | Estadio                         |
| América Sporting Club            | Ambato                | Estadio Bellavista              |
| Club Social y Deportivo El Globo | Ambato                | Estadio Neptalí Barona          |
| Chacaritas Fútbol Club           | Pelileo               | Estadio Ciudad de Pelileo       |
| Pelileo Sporting Club            | Pelileo               | Estadio Ciudad de Pelileo       |
| América Fútbol Club              | Ambato                | Estadio Dunker Aguilar          |
| Club Baños Ciudad de Fuego       | Baños                 | Estadio Coronel José Silva Romo |

## Equipos por cantón
| Cantón  | N.º | Equipos                                                |
| ------- | --- | ------------------------------------------------------ |
| Ambato  | 3   | - América de Ambato - El Globo - América de Santa Rosa |
| Pelileo | 2   | - Pelileo S. C. - Chacaritas F. C.                     |
| Baños   | 1   | - Baños Ciudad de Fuego                                |

## Clasificación
| Pos. | Equipo                | Pts. | PJ | G | E | P | GF | GC | Dif. |  |
| ---- | --------------------- | ---- | -- | - | - | - | -- | -- | ---- |  |
| 1    | América de Ambato     | 23   | 10 | 7 | 2 | 1 | 23 | 10 | +13  |  |
| 2    | Chacaritas F. C.      | 21   | 10 | 6 | 3 | 1 | 28 | 9  | +19  |  |
| 3    | América de Santa Rosa | 16   | 10 | 4 | 4 | 2 | 40 | 11 | +29  |  |
| 4    | Baños Ciudad de Fuego | 12   | 10 | 3 | 3 | 4 | 21 | 20 | +1   |  |
| 5    | Pelileo S. C.         | 10   | 10 | 3 | 1 | 6 | 15 | 27 | −12  |  |
| 6    | El Globo              | 1    | 10 | 0 | 1 | 9 | 4  | 54 | −50  |  |

Actualizado a los partidos jugados el 13 de julio de 2018.
 Fuente: Twitter:@LAFloV @calocho_p FEF
Criterios de clasificación: 1) Puntos; 2) Diferencia de goles; 3) Goles marcados
|  | Campeón y clasificado a los zonales de Segunda Categoría 2018.     |
|  | Vicecampeón y clasificado a los zonales de Segunda Categoría 2018. |

## Evolución de la clasificación
| Equipo / Jornada      | 01 | 02 | 03 | 04 | 05 | 06 | 07 | 08 | 09 | 10 |
| --------------------- | -- | -- | -- | -- | -- | -- | -- | -- | -- | -- |
| América de Ambato     | 6  | 3  | 2  | 1  | 2  | 2  | 1  | 1  | 2  | 1  |
| Chacaritas F. C.      | 1  | 1  | 1  | 2  | 1  | 1  | 2  | 2  | 1  | 2  |
| América de Santa Rosa | 3  | 2  | 3  | 3  | 3  | 4  | 4  | 4  | 3  | 3  |
| Pelileo S. C.         | 2  | 4  | 4  | 4  | 4  | 3  | 3  | 3  | 4  | 4  |
| Baños Ciudad de Fuego | 4  | 5  | 5  | 5  | 5  | 5  | 5  | 5  | 5  | 5  |
| El Globo              | 5  | 6  | 6  | 6  | 6  | 6  | 6  | 6  | 6  | 6  |

## Resultados
| América de Santa Rosa | 2 - 0 | El Globo          | Dunker Aguilar        | 12 de mayo | 16:00 |
| Baños Ciudad de Fuego | 2 - 4 | Pelileo SC        | Crnl. José Silva Romo | 13 de mayo | 15:00 |
| Chacaritas FC         | 3 - 0 | América de Ambato | Ciudad de Pelileo     | 13 de mayo | 16:00 |

| América de Ambato | 5 - 0 | Baños Ciudad de Fuego | Neptalí Barona         | 19 de mayo | 11:45 |
| El Globo          | 0 - 5 | Chacaritas FC         | Neptalí Barona         | 20 de mayo | 12:00 |
| Pelileo SC        | 0 - 1 | América de Santa Rosa | Liga Parr. de Huambalo | 20 de mayo | 16:00 |

| América de Santa Rosa | 1 - 2 | Baños Ciudad de Fuego | Dunker Aguilar | 26 de mayo | 16:00 |
| El Globo              | 1 - 2 | América de Ambato     | Neptalí Barona | 27 de mayo | 11:00 |
| Pelileo SC            | 1 - 1 | Chacaritas FC         | Neptalí Barona | 27 de mayo | 16:00 |

| Baños Ciudad de Fuego | 3 - 3 | El Globo              | Crnl. José Silva Romo | 2 de junio | 15:00 |
| América de Ambato     | 3 - 2 | Pelileo SC            | Neptalí Barona        | 3 de junio | 11:15 |
| Chacaritas FC         | 3 - 3 | América de Santa Rosa | Ciudad de Pelileo     | 3 de junio | 16:00 |

| Baños Ciudad de Fuego | 1 - 3 | Chacaritas FC     | Crnl. José Silva Romo | 9 de junio  | 15:00 |
| América de Santa Rosa | 2 - 2 | América de Ambato | Dunker Aguilar        | 9 de junio  | 16:00 |
| Pelileo SC            | 2 - 0 | El Globo          | Ciudad de Pelileo     | 10 de junio | 16:00 |

| América de Ambato | 1 - 0 | América de Santa Rosa | Neptalí Barona    | 16 de junio | 11:30 |
| El Globo          | 0 - 5 | Pelileo SC            | Neptalí Barona    | 17 de junio | 12:00 |
| Chacaritas FC     | 2 - 1 | Baños Ciudad de Fuego | Ciudad de Pelileo | 17 de junio | 15:00 |

| América de Santa Rosa | 1 - 1 | Chacaritas FC         | Dunker Aguilar    | 23 de junio | 16:00 |
| El Globo              | 0 - 2 | Baños Ciudad de Fuego | Neptalí Barona    | 24 de junio | 12:00 |
| Pelileo SC            | 1 - 2 | América de Ambato     | Ciudad de Pelileo | 24 de junio | 16:00 |

| América de Ambato     | 6 - 0 | El Globo              | Neptalí Barona        | 30 de junio | 11:30 |
| Chacaritas FC         | 1 - 0 | Pelileo SC            | Ciudad de Pelileo     | 1 de julio  | 16:00 |
| Baños Ciudad de Fuego | 2 - 2 | América de Santa Rosa | Crnl. José Silva Romo | 1 de julio  | 16:00 |

| América de Santa Rosa | 9 - 0 | Pelileo SC        | Dunker Aguilar        | 7 de julio | 16:00 |
| Baños Ciudad de Fuego | 0 - 0 | América de Ambato | Crnl. José Silva Romo | 7 de julio | 16:00 |
| Chacaritas FC         | 8 - 0 | El Globo          | Ciudad de Pelileo     | 8 de julio | 16:00 |

| Pelileo SC            | 0 - 8  | Baños Ciudad de Fuego | Municipal García Moreno | 13 de julio | 14:30 |
| El Globo              | 0 - 19 | América de Santa Rosa | Neptalí Barona          | 14 de julio | 11:30 |
| América de Ambato (C) | 2 - 1  | Chacaritas FC         | Neptalí Barona          | 15 de julio | 10:00 |

## Campeón
| |
| América Sporting Club 9.° título Clasifica a los zonales de la Segunda Categoría 2018 - También clasifica Chacaritas Fútbol Club como vicecampeón. |